# Liste der Biografien/Van Z
Liste der Biografien |
Portal Biografien |
Z Personensuche
# |
A |
B |
C |
D |
E |
F |
G |
H |
I |
J |
K |
L |
M |
N |
O |
P |
Q |
R |
S |
T |
U |
V |
W |
X |
Y |
Z |
?
 
Va |
Ve |
Vh |
Vi |
Vj |
Vl |
Vn |
Vo |
Vr |
Vs |
Vt |
Vu |
Vy
 
Vaa |
Vab |
Vac |
Vad |
Vae |
Vaf |
Vag |
Vah |
Vai |
Vaj |
Vak |
Val |
Vam |
Van |
Vap |
Vaq |
Var |
Vas |
Vat |
Vau |
Vav |
Vaw |
Vax |
Vay |
Vaz
 
Van A |
Van B |
Van C |
Van D |
Van E |
Van F |
Van G |
Van H |
Van I |
Van K |
Van L |
Van M |
Van N |
Van O |
Van P |
Van Q |
Van R |
Van S |
Van T |
Van U |
Van V |
Van W |
Van Y |
Van Z

Vana |
Vanb |
Vanc |
Vand |
Vane |
Vang |
Vanh |
Vani |
Vanj |
Vank |
Vanl |
Vanm |
Vann |
Vano |
Vanp |
Vanq |
Vanr |
Vans |
Vant |
Vanu |
Vanv |
Vanw |
Vany |
Vanz
Die Liste der Biografien führt alle Personen auf, die in der deutschsprachigen Wikipedia einen Artikel haben. Dieses ist eine Teilliste mit 17 Einträgen von Personen, deren Namen mit den Buchstaben „Van Z“ beginnt.

## Van Z

### Van Za
- Van Zandt, Charles C. (1830–1894), US-amerikanischer Politiker
- Van Zandt, James E. (1898–1986), US-amerikanischer Politiker
- Van Zandt, Julie (1929–2018), US-amerikanische Schauspielerin
- Van Zandt, Marie (1858–1919), US-amerikanische Opernsängerin (Sopran)
- Van Zandt, Maureen, US-amerikanische Schauspielerin
- Van Zandt, Steven (* 1950), US-amerikanischer Musiker, Musikproduzent und SchauspielerSteven Van Zandt (* 1950)

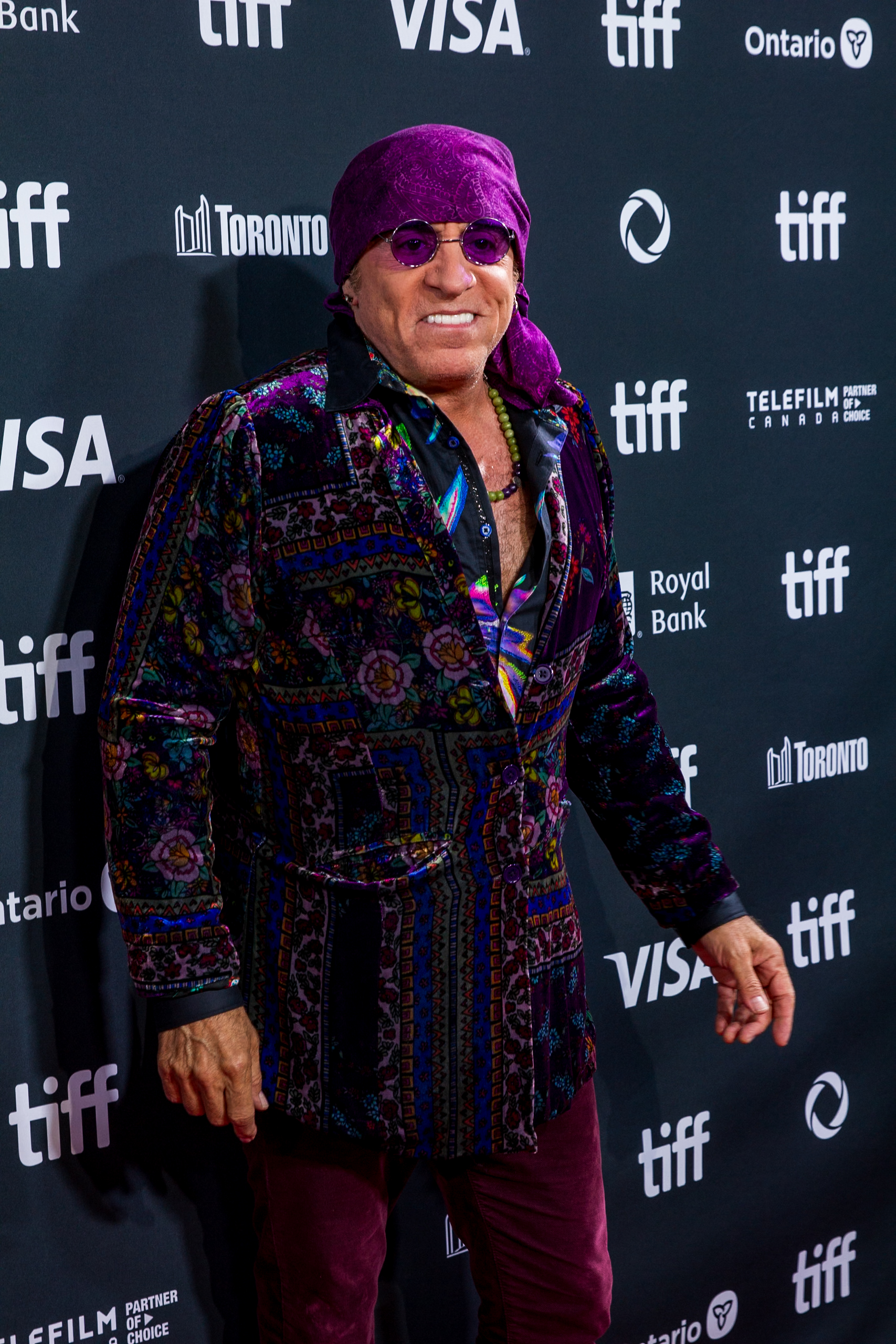
Steven Van Zandt (* 1950)

- Van Zandt, Tim (* 1963), US-amerikanischer Politiker
- Van Zandt, Townes (1944–1997), US-amerikanischer Musiker und Singer-Songwriter
- Van Zandweghe, Niels (* 1996), belgischer Ruderer
- Van Zant, Donnie (* 1952), US-amerikanischer Rocksänger
- Van Zant, Jesse (1923–1998), US-amerikanischer Langstreckenläufer
- Van Zant, Johnny (* 1959), US-amerikanischer Rock- und Country-Sänger
- Van Zant, Ronnie (1948–1977), US-amerikanischer Sänger
- Van Zanten, Rachelle (* 1976), kanadische Musikerin, Sängerin, Slide-Gitarristin und Pianistin

### Van Ze
- Van Zeebroeck, Robert (1909–1991), belgischer Eiskunstläufer
- Van Zeeland, Paul (1893–1973), belgischer Politiker

### Van Zo
- Van Zo Post, Albertson (1866–1938), US-amerikanischer Fechter